# Vietnã nos Jogos Olímpicos de Verão de 2012
O Vietnã competiu nos Jogos Olímpicos de Verão de 2012, que aconteceram na cidade de Londres, no Reino Unido, de 27 de julho até 12 de agosto de 2012.

## Desempenho

### Badminton
Masculino
| Atleta           | Prova   | Ronda dos 64           | Ronda dos 32           | Ronda dos 16           | Quartos-finais         | Semifinais             | Final                  | Final |
| Atleta           | Prova   | Adversário e resultado | Adversário e resultado | Adversário e resultado | Adversário e resultado | Adversário e resultado | Adversário e resultado | Pos.  |
| ---------------- | ------- | ---------------------- | ---------------------- | ---------------------- | ---------------------- | ---------------------- | ---------------------- | ----- |
| Tien Minh Nguyen | Simples |                        |                        |                        |                        |                        |                        |       |

### Halterofilismo
Masculino
| Atleta            | Evento | Arranque (kg) | Arremesso (kg) | Total (kg) | Posição |
| ----------------- | ------ | ------------- | -------------- | ---------- | ------- |
| Tran Le Quoc Toan | -56kg  | 125,0         | 159,0          | 284,0      | 4º      |

Feminino
| Atleta          | Evento | Arranque (kg) | Arremesso (kg) | Total (kg) | Posição |
| --------------- | ------ | ------------- | -------------- | ---------- | ------- |
| Nguyen Thi Thuy | -53kg  | 85,0          | 110,0          | 195,0      | 8º      |

### Natação
Feminino
| Atletas             | Evento       | Eliminatórias | Eliminatórias | Semifinal   | Semifinal   | Final       | Final       |
| Atletas             | Evento       | Tempo         | Posição       | Tempo       | Posição     | Tempo       | Posição     |
| ------------------- | ------------ | ------------- | ------------- | ----------- | ----------- | ----------- | ----------- |
| Nguyen Thi Anh Vien | 200 m costas | 2min13s35     | 26º           | Não avançou | Não avançou | Não avançou | Não avançou |
| Nguyen Thi Anh Vien | 400 m medley | 4min50s32     | 28º           |             |             | Não avançou | Não avançou |

### Tiro
Masculino
| Atleta          | Evento                | Qualificação | Qualificação | Final       | Final       | Posição |
| Atleta          | Evento                | Placar       | Posição      | Placar      | Total       | Posição |
| --------------- | --------------------- | ------------ | ------------ | ----------- | ----------- | ------- |
| Hoang Xuan Vinh | Pistola de ar de 10 m | 582          | 9º           | Não avançou | Não avançou | 9º      |
| Hoang Xuan Vinh | Pistola livre 50 m    | 563          | 4º           | 95.5        | 658.5       | 4º      |